# Anderson Emanuel
Anderson Emanuel Castelo Branco da Cruz, noto semplicemente come Anderson Emanuel (Luanda, 9 aprile 1996), è un calciatore angolano, attaccante del Petro Atlético.